# Steven Aponzá
Yilbert Steven Aponzá Carabalí (Valle del Cauca, Colombia, 13 de febrero de 1995) es un futbolista colombiano. Juega como delantero y su equipo actual es Asociación Deportiva Agropecuaria que participa en la Liga 2 de Perú.

## Clubes
| Club                  | País     | Año       |
| --------------------- | -------- | --------- |
| América de Cali       | Colombia | 2014-2016 |
| Cúcuta Deportivo      | Colombia | 2017-2018 |
| Atlético Grau         | Perú     | 2018-2019 |
| Sport Chavelines      | Perú     | 2020      |
| Deportivo Coopsol     | Perú     | 2021      |
| F. C. A&N Prizren     | Kosovo   | 2022      |
| Comerciantes Unidos   | Perú     | 2023-2024 |
| Deportivo Llacuabamba | Perú     | 2024      |
| ADA                   | Perú     | 2025 -    |